# Missões diplomáticas do Quênia

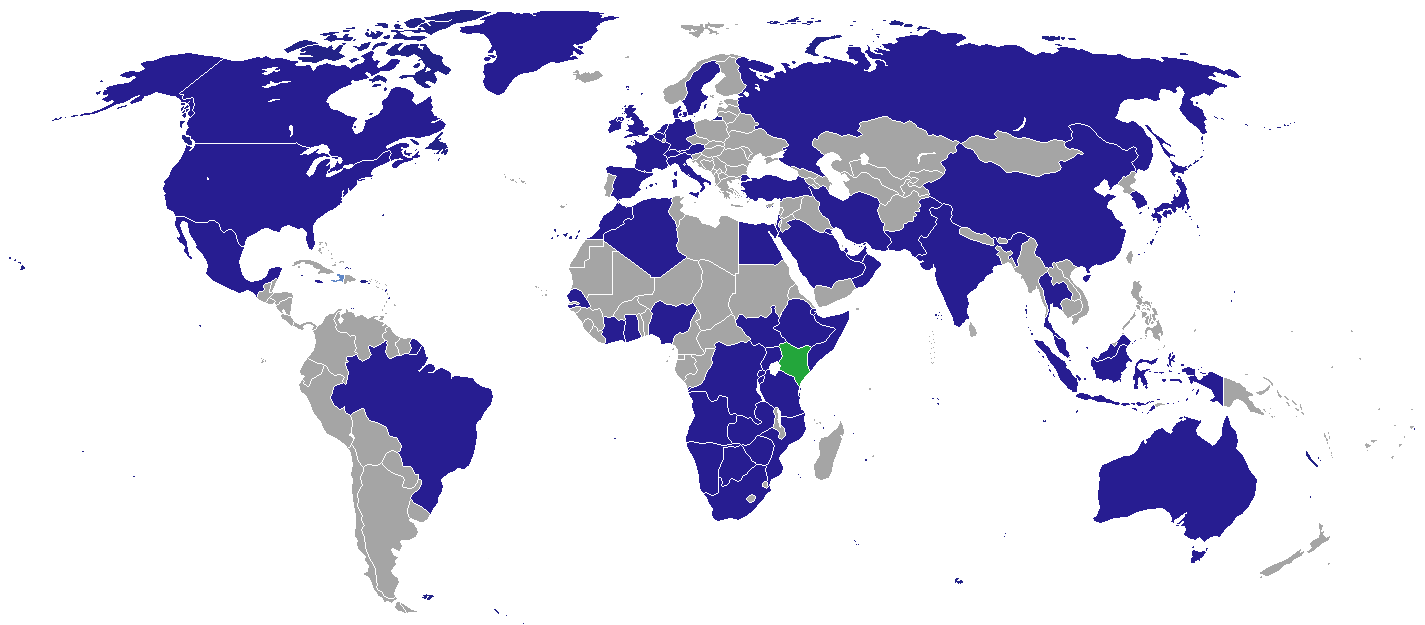
Missões diplomáticas do Quênia.

Abaixo estão listadas as embaixadas e consulados do Quênia:

## África

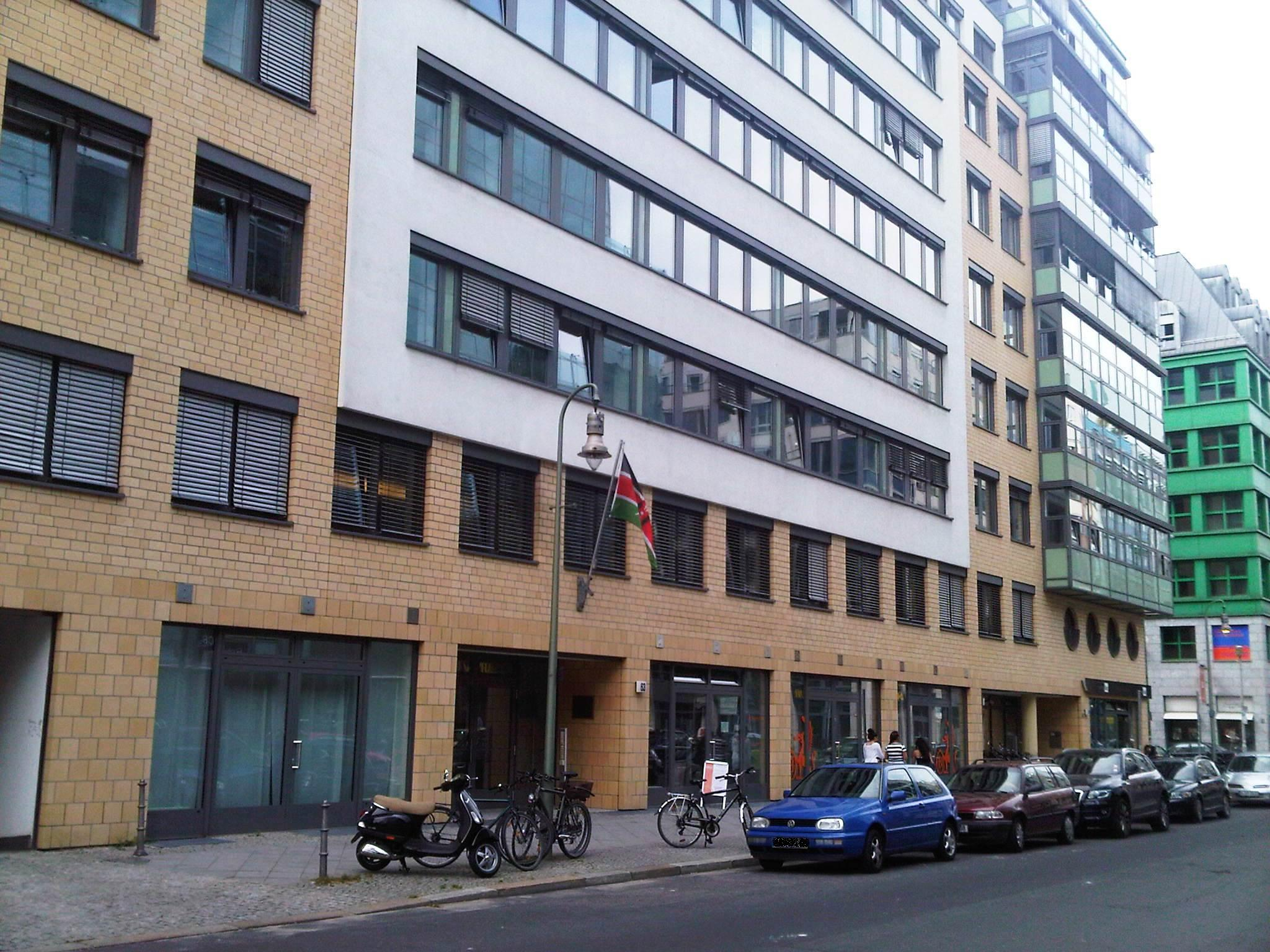
Embaixada em Berlim

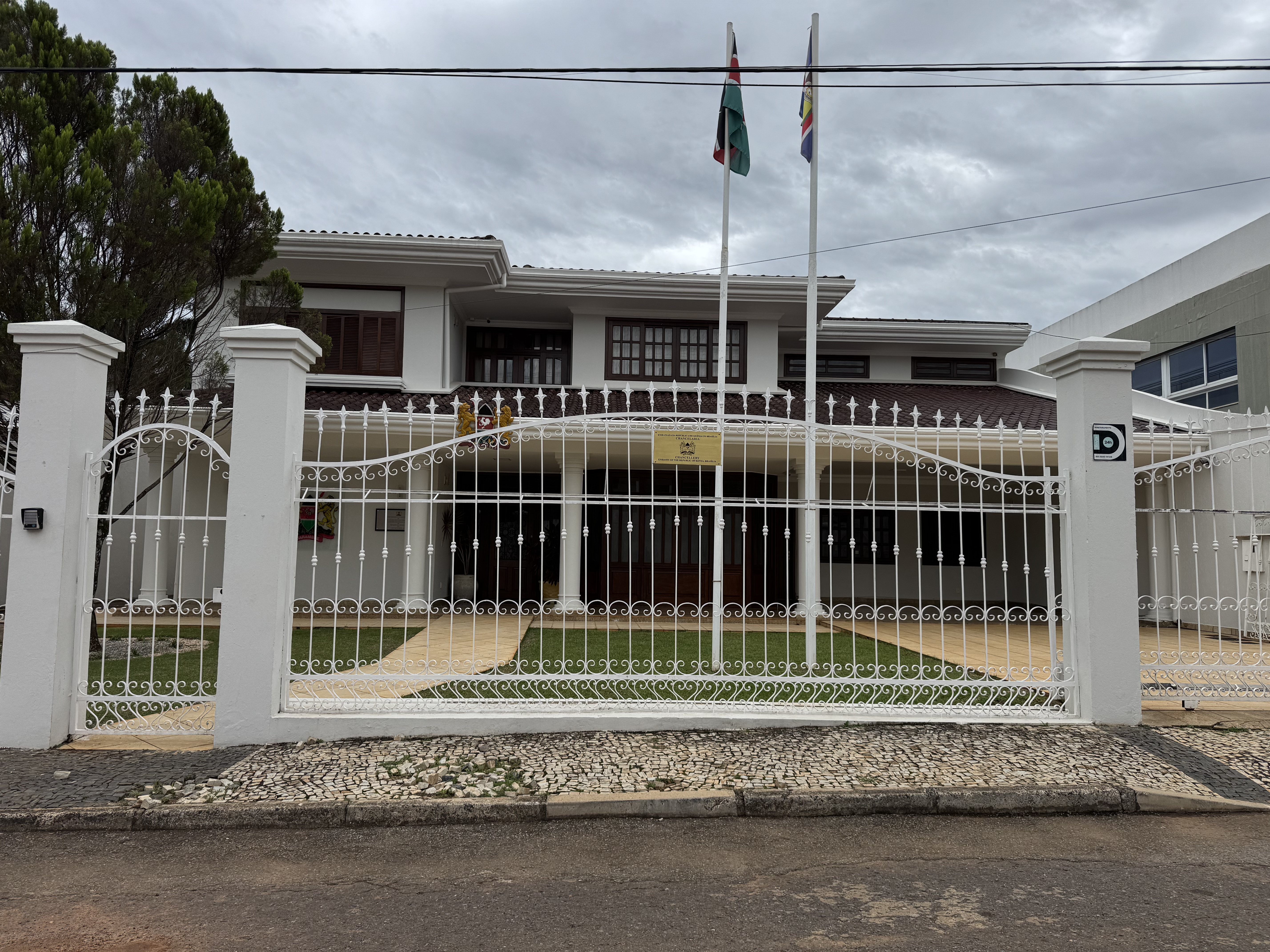
Embaixada em Brasília

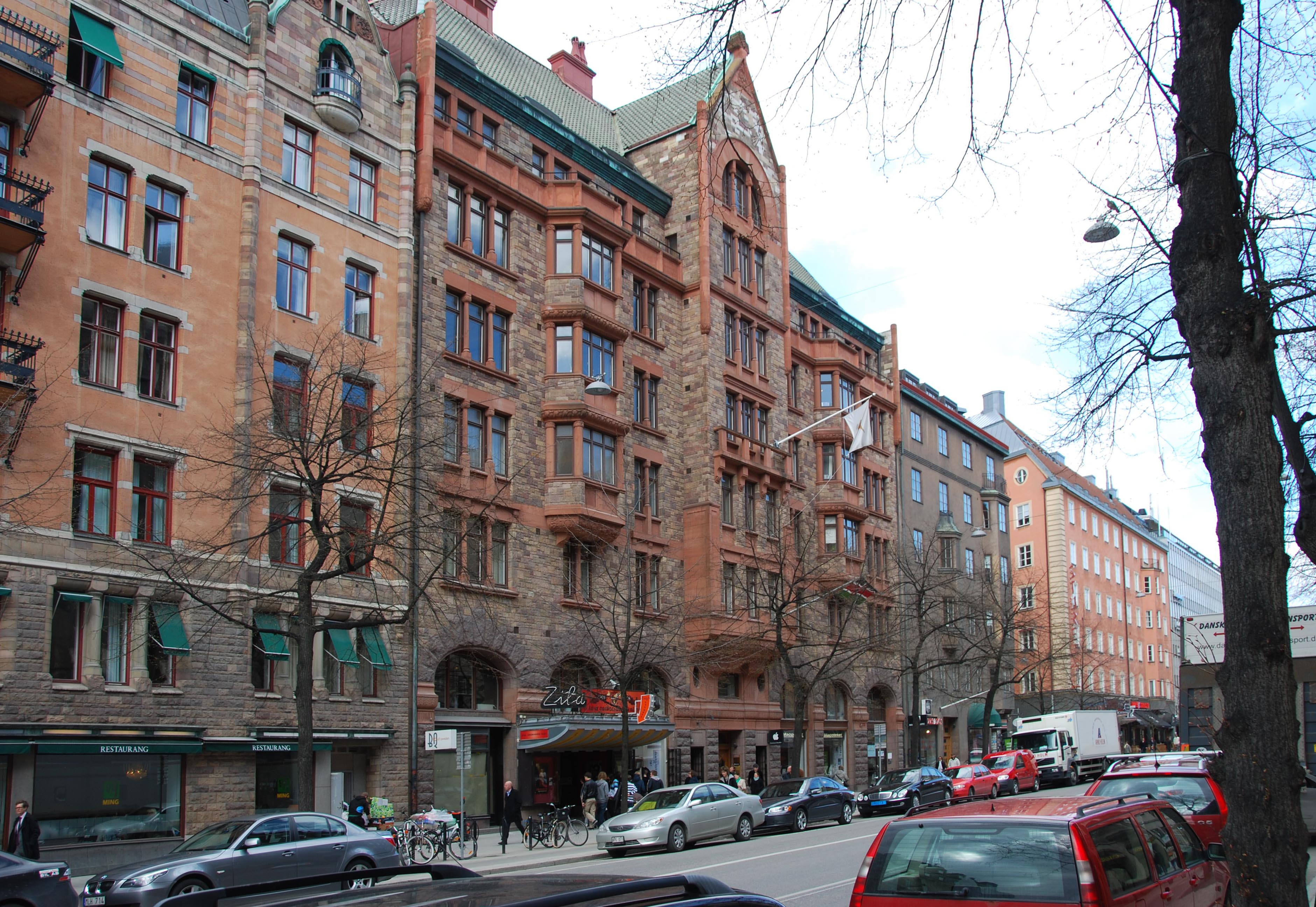
Embaixada em Estocolmo

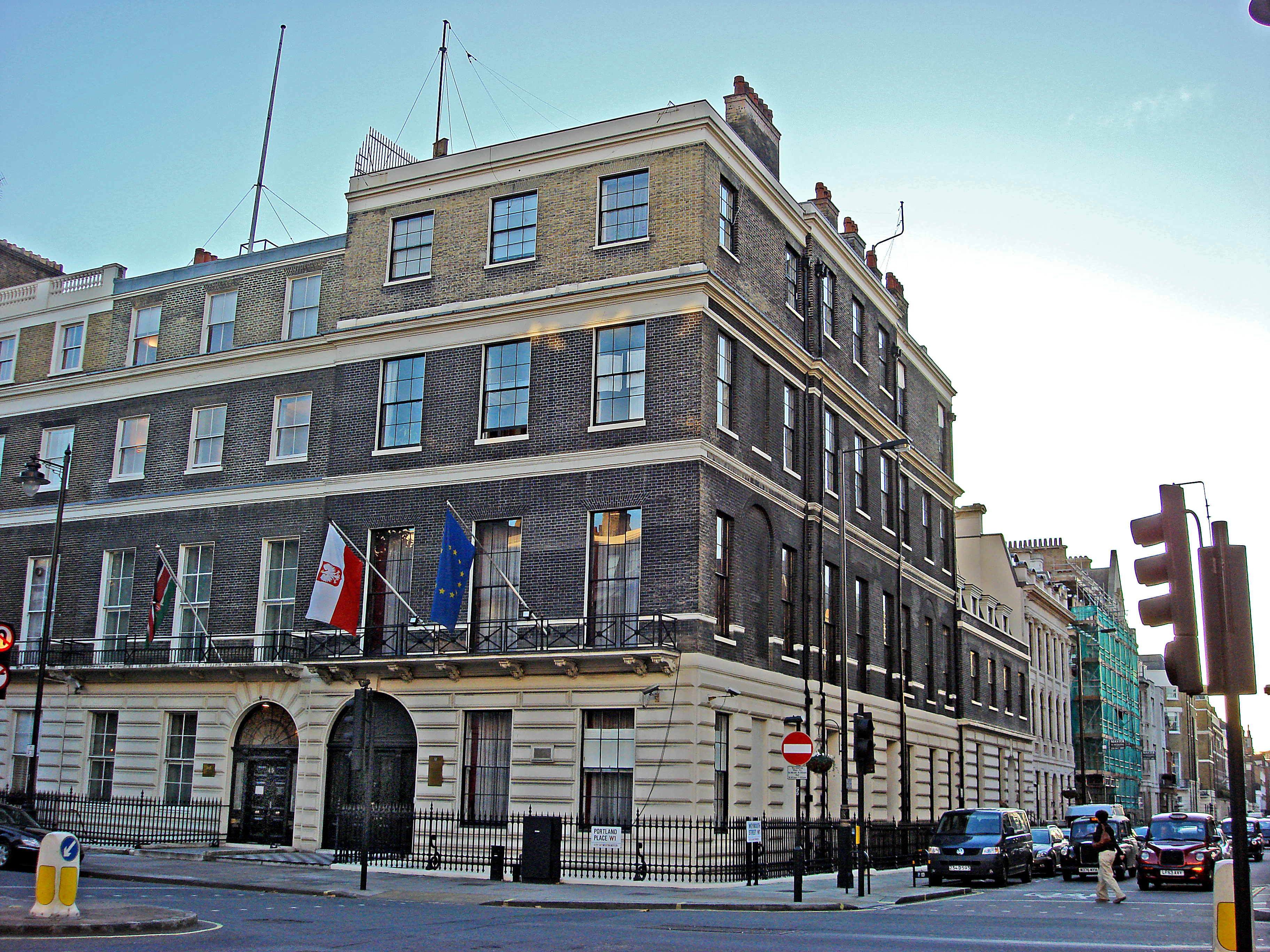
Alta comissão em Londres

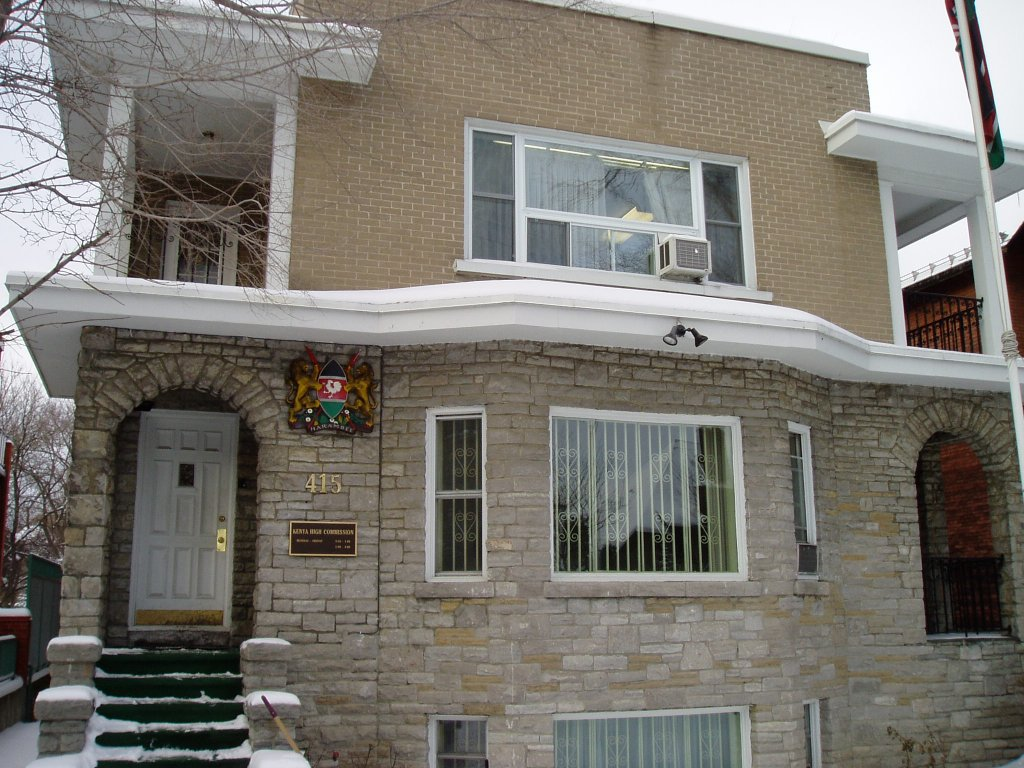
Alta comissão em Ottawa

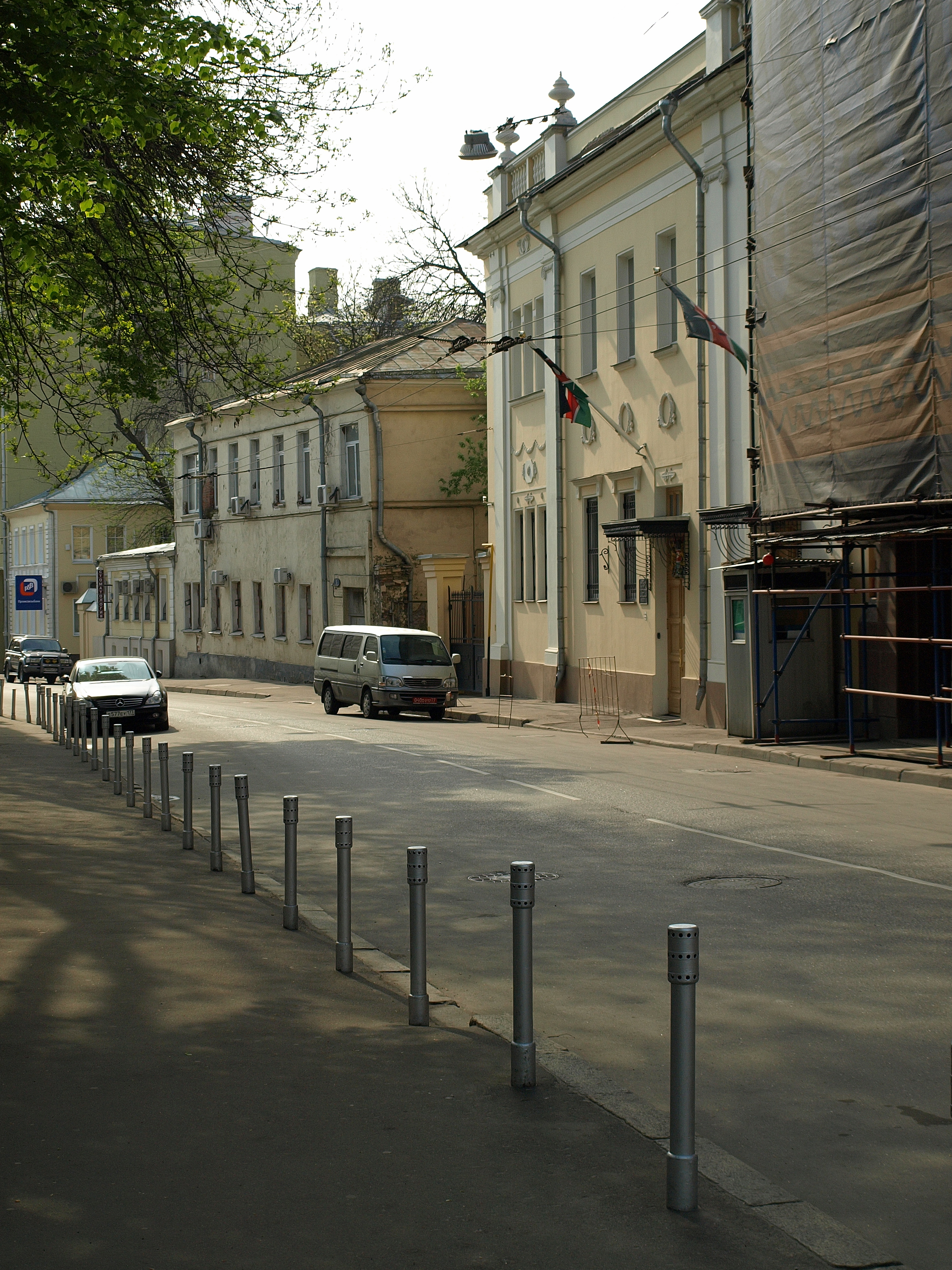
Embaixada em Moscou

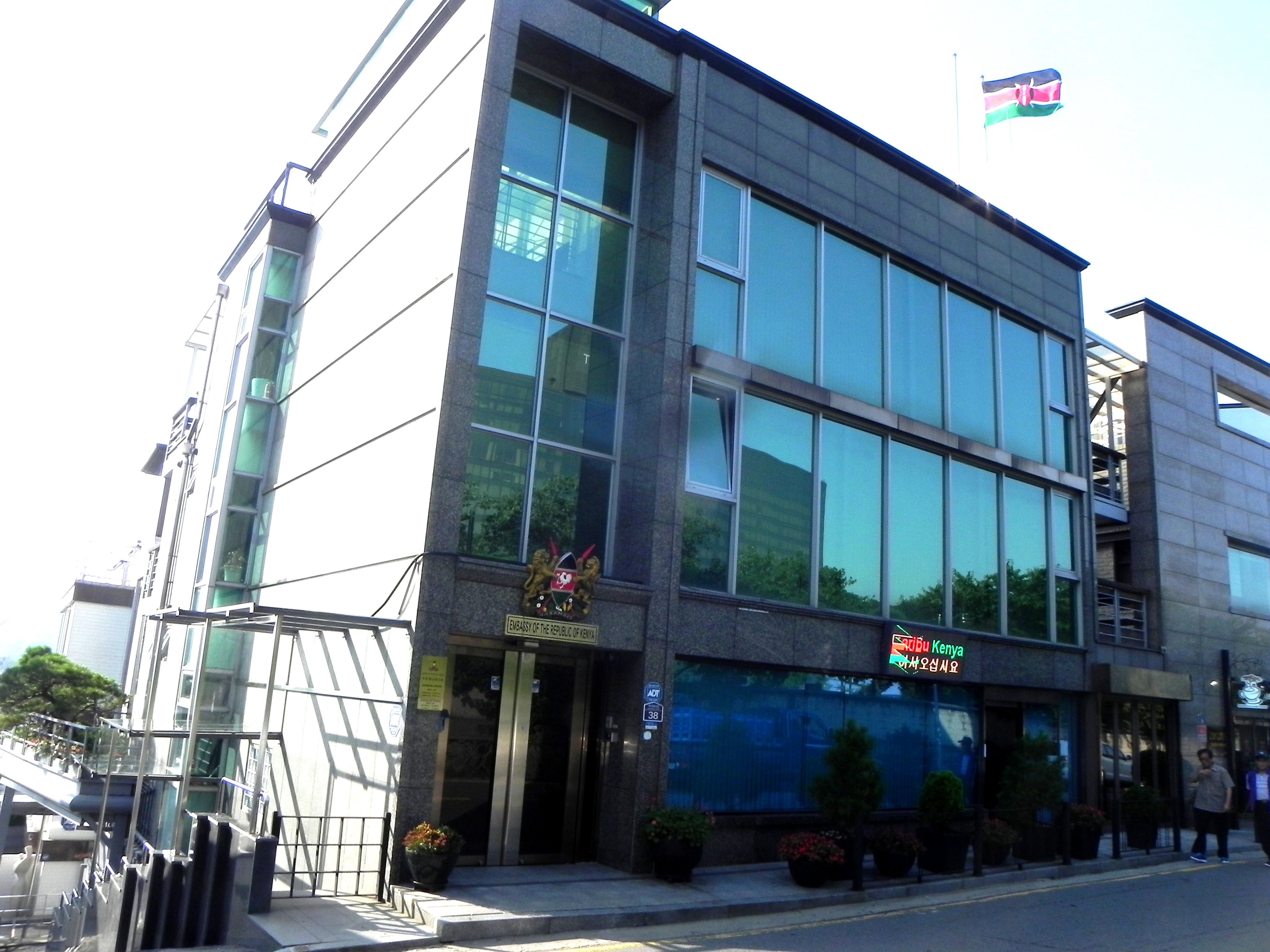
Embaixada em Seul

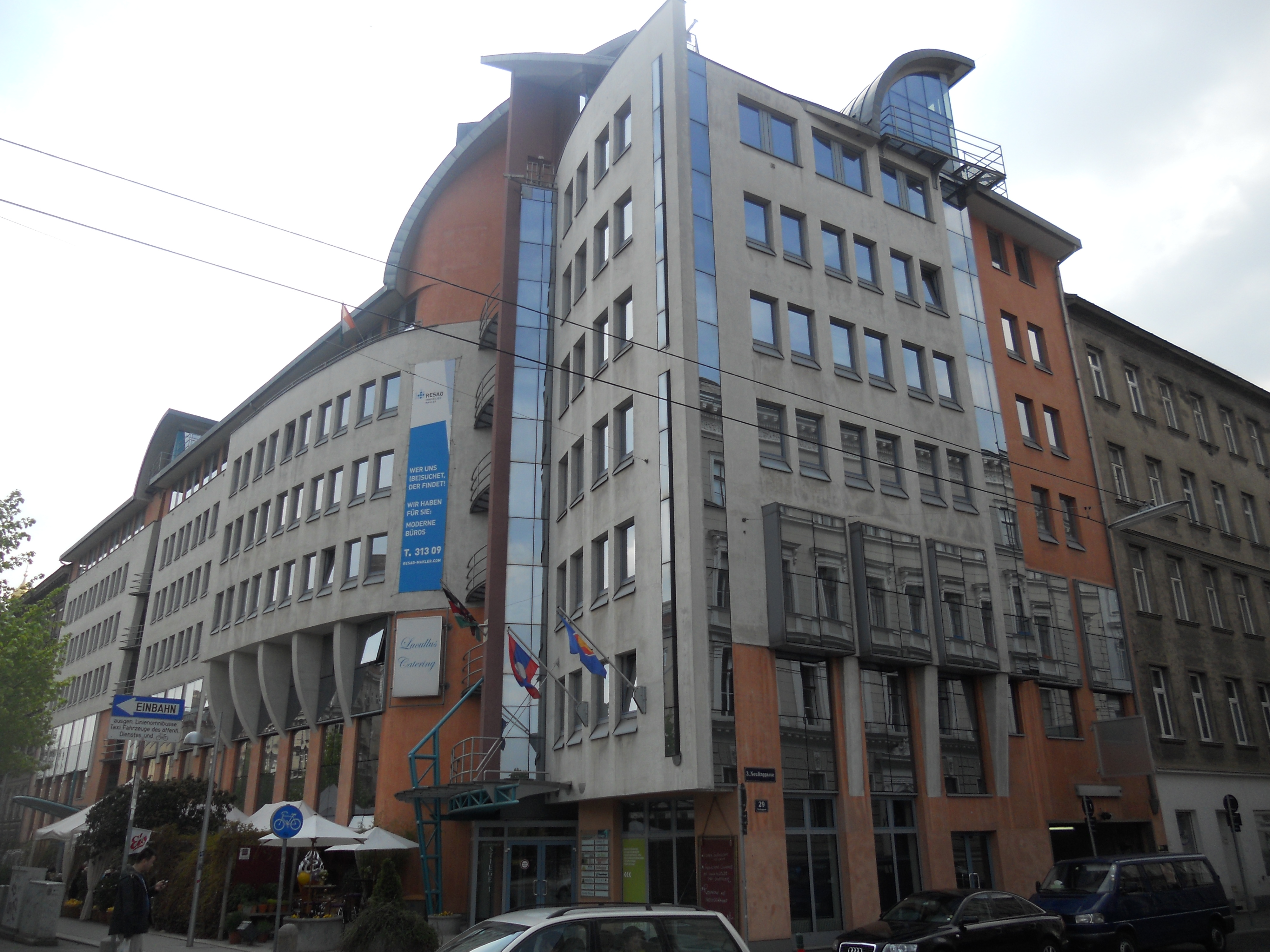
Embaixada em Viena

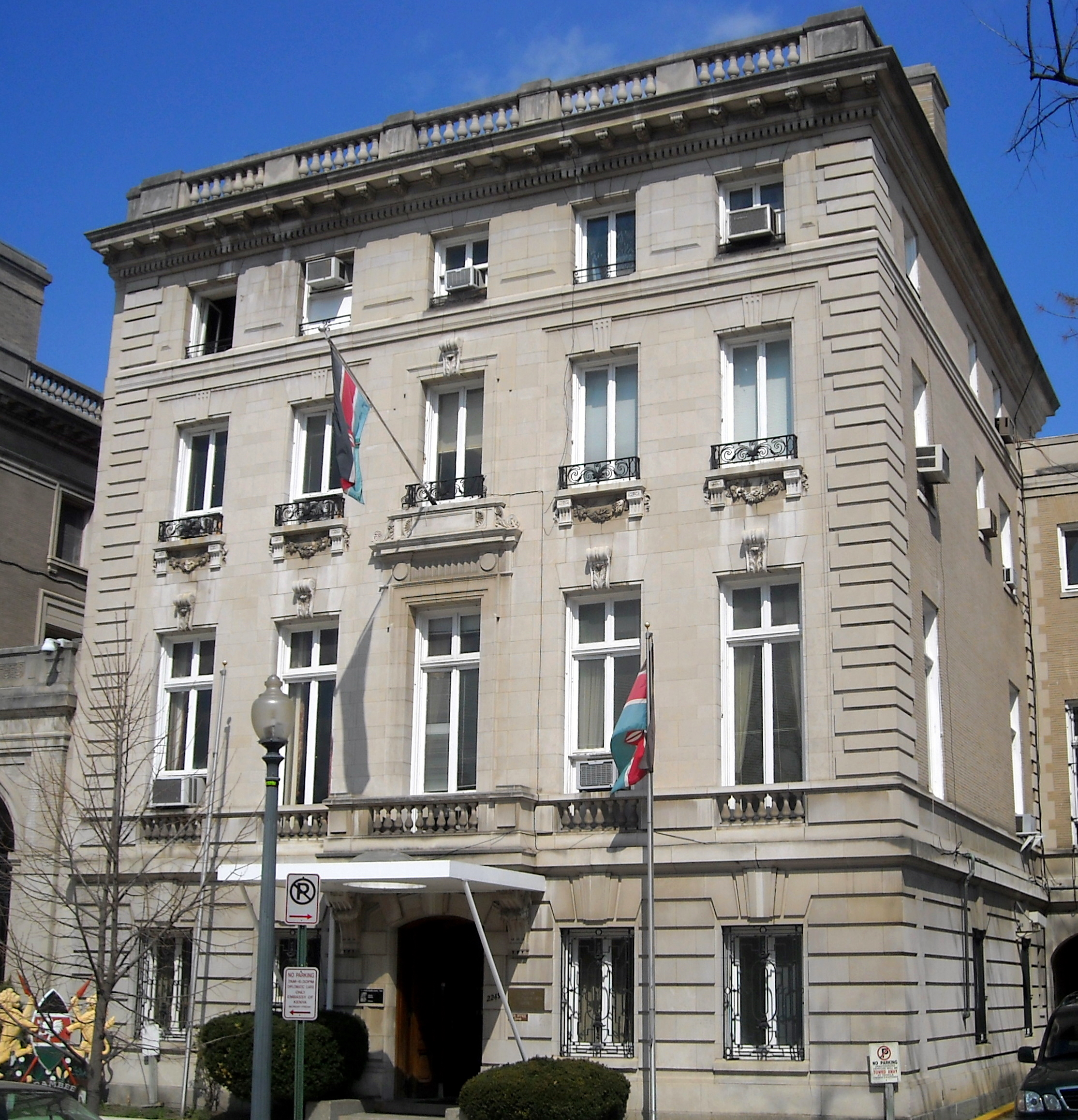
Embaixada em Washington, DC

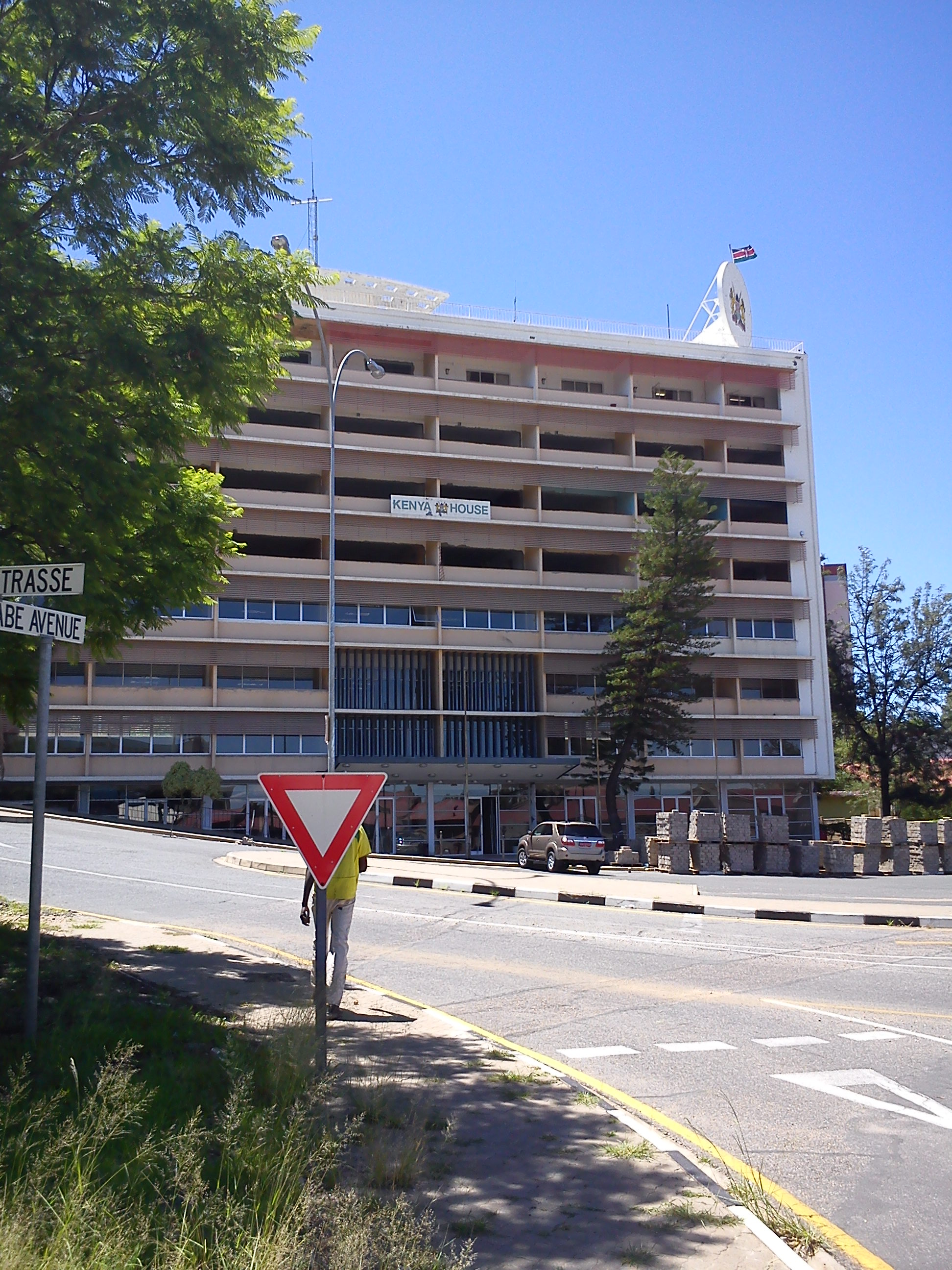
Alta comissão em Windhoek

- África do Sul
  - Pretória (Alta comissão)
- Argélia
  - Argel (Embaixada)
- Botswana
  - Gaborone (Alta comissão)
- Burundi
  - Bujumbura (Embaixada)
- Djibuti
  - Djibouti (Embaixada)
- Egito
  - Cairo (Embaixada)
- Etiópia
  - Adis-Abeba (Embaixada)
- Líbia
  - Trípoli (Embaixada)
- Moçambique
  - Maputo (Alta comissão)
- Namíbia
  - Windhoek (Alta comissão)
- Nigéria
  - Abuja (Alta comissão)
- República Democrática do Congo
  - Kinshasa (Embaixada)
- Ruanda
  - Kigali (Alta comissāo)
- Senegal
  - Dakar (Embaixada)
- Sudão
  - Cartum (Embaixada)
- Sudão do Sul
  - Juba (Embaixada)
- Tanzânia
  - Dar es Salaam (Alta comissão)
- Uganda
  - Kampala (Alta comissão)
- Zâmbia
  - Lusaka (Alta comissão)
- Zimbabwe
  - Harare (Embaixada)

## América
- Brasil
  - Brasília (Embaixada)
- Canadá
  - Ottawa (Alta comissão)
- Cuba
  - Havana (Embaixada)
- Estados Unidos
  - Washington, D.C. (Embaixada)
  - Los Angeles (Consulado-geral)
  - Nova Iorque (Consulado-geral)

## Ásia
- Arábia Saudita
  - Riad (Embaixada)
- Catar
  - Doha (Embaixada)
- China
  - Pequim (Embaixada)
  - Hong Kong (Consulado-Geral)
- Coreia do Sul
  - Seul (Embaixada)
- Emirados Árabes Unidos
  - Abu Dhabi (Embaixada)
  - Dubai (Consulado-Geral)
- Índia
  - Nova Délhi (Alta comissão)
- Irão
  - Teerã (Embaixada)
- Israel
  - Tel Aviv (Embaixada)
- Japão
  - Tóquio (Embaixada)
- Kuwait
  - Cidade do Kuwait (Embaixada)
- Malásia
  - Kuala Lumpur (Alta comissão)
- Omã
  - Mascate (Embaixada)
- Paquistão
  - Islamabad (Alta comissão)
- Tailândia
  - Bangkok (Embaixada)
- Turquia
  - Ankara (Embaixada)

## Europa
- Alemanha
  - Berlim (Embaixada)
- Áustria
  - Viena (Embaixada)
- Bélgica
  - Bruxelas (Embaixada)
- Espanha
  - Madrid (Embaixada)
- França
  - Paris (Embaixada)
- Irlanda
  - Dublin (Embaixada)
- Itália
  - Roma (Embaixada)
- Países Baixos
  - Haia (Embaixada)
- Portugal
  - Lisboa (Embaixada)
- Reino Unido
  - Londres (Alta comissão)
- Rússia
  - Moscou (Embaixada)
- Suécia
  - Estocolmo (Embaixada)
- Suíça 
  - Berna (Embaixada)

## Oceania
- Austrália
  - Camberra (Alta comissāo)

## Organizações multilaterais
- Adis-Abeba (Missão permanente do Quênia ante a União Africana)
- Bruxelas (Missão permanente do Quênia ante a União Europeia)
- Genebra (Missão permanente do Quênia ante as Nações Unidas e organizações internacionais)
- Nova Iorque (Missão permanente do Quênia ante as Nações Unidas)
- Paris (Missão permanente do Quênia ante a Unesco)

## Missões diplomáticas não residentes
- Brunei (Kuala Lumpur)
- Indonésia (Kuala Lumpur)
- Maldivas (New Delhi)
- Nova Zelândia (Canberra)
- Filipinas (Kuala Lumpur)
- Timor-Leste (Kuala Lumpur)